# Lista de deputados estaduais do Rio Grande do Sul da 42.ª legislatura
Esta é uma lista de deputados da 42ª Legislatura da Assembleia legislativa do Rio Grande do Sul, que assumiram em 1967, com mandatos até 1971:

## Composição das bancadas
| Partido | Líder          | Bancada | Posição  |
| ------- | -------------- | ------- | -------- |
| MDB     | Pedro Simon    | 28 / 55 | Oposição |
| ARENA   | Otávio Cardoso | 27 / 55 | Governo  |

## Deputados estaduais
| #  | Número | Nome                        | Partido | Votação | Cidade onde nasceu   | Unidade federativa |
| 1  | 15779  | Terezinha Irigaray          | MDB     | 51.462  | São Gabriel          | Rio Grande do Sul  |
| 2  | 15771  | Pedro Simon                 | MDB     | 34.412  | Caxias do Sul        | Rio Grande do Sul  |
| 3  | 11214  | Fernando Gonçalves          | ARENA   | 26.598  | Palmeira das Missões | Rio Grande do Sul  |
| 4  | 11409  | Solano Borges               | ARENA   | 25.654  | Santa Maria          | Rio Grande do Sul  |
| 5  | 11399  | Alexandre Machado           | ARENA   | 25.599  | Arroio Grande        | Rio Grande do Sul  |
| 6  | 11627  | Celestino Goulart           | ARENA   | 20.795  | Bagé                 | Rio Grande do Sul  |
| 7  | 11511  | Getúlio Marcantônio         | ARENA   | 19.860  | Canoas               | Rio Grande do Sul  |
| 8  | 11901  | Pedro Anschau               | ARENA   | 19.585  | Três Passos          | Rio Grande do Sul  |
| 9  | 11611  | Alfredo Hofmeister          | ARENA   | 18.253  | Guaíba               | Rio Grande do Sul  |
| 10 | 11637  | Ari Delgado                 | ARENA   | 17.985  | Itacurubi            | Rio Grande do Sul  |
| 11 | 15820  | Harry Sauer                 | MDB     | 17.342  | Taquara              | Rio Grande do Sul  |
| 12 | 11324  | Hed Santos Borges           | ARENA   | 17.252  | Soledade             | Rio Grande do Sul  |
| 13 | 11955  | Antonino Fornari            | ARENA   | 17.153  | Triunfo              | Rio Grande do Sul  |
| 14 | 15543  | Celso Testa                 | MDB     | 15.729  | Passo Fundo          | Rio Grande do Sul  |
| 15 | 15436  | Ivo Sprandel                | MDB     | 15.566  | Santo Augusto        | Rio Grande do Sul  |
| 16 | 15433  | José Sanfelice Neto         | MDB     | 15.493  | Esteio               | Rio Grande do Sul  |
| 17 | 11469  | Romeu Roese Scheibe         | ARENA   | 15.349  | Lajeado              | Rio Grande do Sul  |
| 18 | 11171  | Silverius Kist              | ARENA   | 15.232  | Santa Cruz do Sul    | Rio Grande do Sul  |
| 19 | 11413  | Elizio Telli                | ARENA   | 15.034  | Santo Ângelo         | Rio Grande do Sul  |
| 20 | 15608  | Moisés Velasques            | MDB     | 14.991  | Pinheiro Machado     | Rio Grande do Sul  |
| 21 | 15774  | João Brusa Netto            | MDB     | 14.859  | Caxias do Sul        | Rio Grande do Sul  |
| 22 | 11640  | Ariosto Jaeger              | ARENA   | 14.743  | Porto Xavier         | Rio Grande do Sul  |
| 23 | 11797  | Adolfo Puggina              | ARENA   | 14.295  | Rio Grande           | Rio Grande do Sul  |
| 24 | 11828  | Otávio Germano              | ARENA   | 14.222  | Cachoeira do Sul     | Rio Grande do Sul  |
| 25 | 15801  | Valdir Antônio Lopes        | MDB     | 14.154  | Porto Alegre         | Rio Grande do Sul  |
| 26 | 15751  | Lidovino Fanton             | MDB     | 14.146  | Farroupilha          | Rio Grande do Sul  |
| 27 | 15187  | Nolly Joner                 | MDB     | 13.941  | Barra do Ribeiro     | Rio Grande do Sul  |
| 28 | 11922  | Oscar Westendorff           | ARENA   | 13.835  | São Lourenço do Sul  | Rio Grande do Sul  |
| 29 | 15365  | Rubem Machado Lang          | MDB     | 13.534  | Sapiranga            | Rio Grande do Sul  |
| 30 | 15867  | Carlos Santos               | MDB     | 13.365  | Rio Grande           | Rio Grande do Sul  |
| 31 | 15694  | Lauro Hagemann              | MDB     | 13.353  | Santa Cruz do Sul    | Rio Grande do Sul  |
| 32 | 15479  | Mozart Bianchi Rocha        | MDB     | 12.762  | Santa Rosa           | Rio Grande do Sul  |
| 33 | 11276  | Júlio Brunelli              | ARENA   | 12.666  | Porto Alegre         | Rio Grande do Sul  |
| 34 | 15993  | Suely Gomes de Oliveira     | MDB     | 12.521  | Osório               | Rio Grande do Sul  |
| 35 | 11106  | Rubem Scheid                | ARENA   | 12.425  | Serafina Corrêa      | Rio Grande do Sul  |
| 36 | 11688  | Martins Avelino Santini     | ARENA   | 12.372  | Novo Hamburgo        | Rio Grande do Sul  |
| 37 | 11894  | Victor Faccioni             | ARENA   | 12.301  | Caxias do Sul        | Rio Grande do Sul  |
| 38 | 11618  | José Pederzolli Sobrinho    | ARENA   | 12.298  | Rosário do Sul       | Rio Grande do Sul  |
| 39 | 15325  | Plínio Pereira Dutra        | MDB     | 12.038  | São Borja            | Rio Grande do Sul  |
| 40 | 15522  | Pedro Gomes Nunes           | MDB     | 12.030  | Farroupilha          | Rio Grande do Sul  |
| 41 | 15438  | Flávio Ramos                | MDB     | 11.668  | Fontoura Xavier      | Rio Grande do Sul  |
| 42 | 15550  | Ayrton Barnasque            | MDB     | 11.527  | Cachoeira do Sul     | Rio Grande do Sul  |
| 43 | 11478  | Otávio Cardoso              | ARENA   | 11.521  | Cachoeira do Sul     | Rio Grande do Sul  |
| 44 | 15881  | Lino Augustinho Zardo       | MDB     | 11.516  | Nova Prata           | Rio Grande do Sul  |
| 45 | 15887  | Osmany Martins Veras        | MDB     | 11.497  | Osório               | Rio Grande do Sul  |
| 46 | 15811  | Osvaldo Barlem              | MDB     | 11.234  | Porto Alegre         | Rio Grande do Sul  |
| 47 | 15350  | Alcides Costa               | MDB     | 11.134  | Palmares do Sul      | Rio Grande do Sul  |
| 48 | 15959  | Aristides Bertuol           | MDB     | 11.010  | Bento Gonçalves      | Rio Grande do Sul  |
| 49 | 11225  | Hugo Mardini                | ARENA   | 10.819  | Porto Alegre         | Rio Grande do Sul  |
| 50 | 15859  | Darcilo Giacomazzi          | MDB     | 10.346  | Erechim              | Rio Grande do Sul  |
| 51 | 15733  | Renato Souza                | MDB     | 10.304  | Alegrete             | Rio Grande do Sul  |
| 52 | 15765  | Rosa Flores                 | MDB     | 10.278  | Montenegro           | Rio Grande do Sul  |
| 53 | 11657  | Antônio Setembrino Mesquita | ARENA   | 9.971   | Arroio do Meio       | Rio Grande do Sul  |
| 54 | 11562  | Urbano Alves de Moraes      | ARENA   | 9.922   | São Pedro do Sul     | Rio Grande do Sul  |
| 55 | 11179  | Walter Müller               | ARENA   | 9.763   | Venâncio Aires       | Rio Grande do Sul  |